# Anneau mu

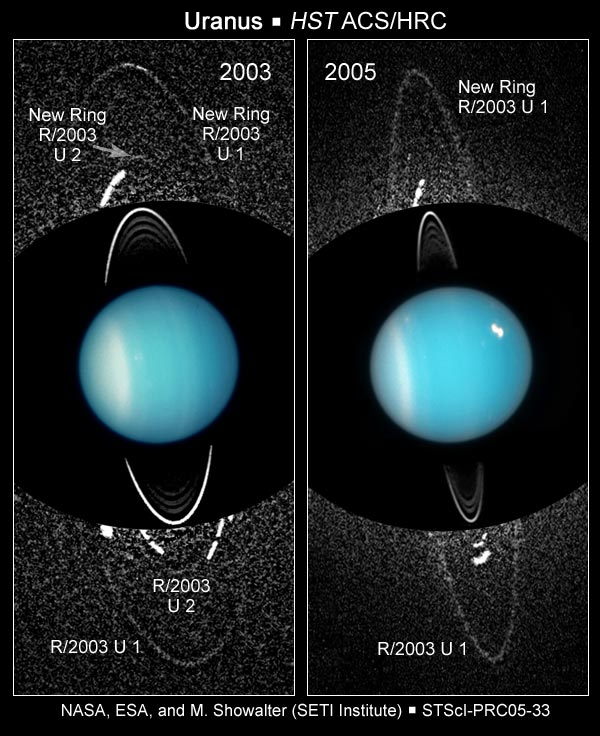
Images composites de l'anneau μ.

L’anneau μ (mu), anciennement dénommé R/2003 U 1, est l'anneau planétaire le plus extérieur connu du système d'Uranus. Il a été découvert par le télescope spatial Hubble en 2003. Il partage l'orbite de la petite lune Mab et semble composé de matières provenant de la surface de cette lune.
La planète Uranus possède un système d'anneaux de complexité intermédiaire entre celle des anneaux de Saturne et celle des systèmes plus simples autour de Jupiter et de Neptune.